# Björn Kuipers
Björn Kuipers (pronunție în neerlandeză [ˈbjʏrn ˈkœypərs]; n. 28 martie 1973) este un arbitru neerlandez de fotbal.El este arbitru FIFA din 2006 și a arbitrat Supercupa Europei 2011, Finala UEFA Europa League 2013, Finala Cupei Confederațiilor FIFA 2013 și Finala Ligii Campionilor 2014 dintre Real Madrid și Atlético Madrid. A mai arbitrat meciul din grupa E de la Campionatul Mondial de Fotbal 2014, dintre Elveția și Franța și meciul din optimile de finală dintre Colombia și Uruguay. Björn Kuipers a fost votat Arbitrul anului 2013 pe site-ul arbitrilor de fotbal din Europa The Third Team și a apărut pe coperta publicației 2014-2015 FIFA Laws of the Game.